# 二硫化鍺
二硫化鍺，又稱硫化鍺(IV)，是一種無機化合物，化學式為GeS2。它是一種高熔點的結晶固體 。這種化合物是一種三維聚合物，與一維聚合物的二硫化硅不同。鍺與硫原子在二硫化鍺中的距離為2.19 Å。

## 歷史
在分析硫銀鍺礦的過程中，克萊門斯·溫克勒所發現的第一種鍺化合物就是二硫化鍺。由於二硫化鍺不溶於酸的水溶液，因此溫克勒得以把新元素分離出來。

## 化学性质
二硫化锗遇水缓慢水解，并放出硫化氢。它在液氨中可以和金属钠反应：
GeS2 + 4 Na → 2 Na2S + Ge
GeS2 + 8 Na → 2 Na2S + Na4Ge